# Интернет в Таиланде
Таиланд получил доступ в Интернет в 1996 году, это была третья по счёту страна в Юго-Восточной Азии, получившая доступ в Интернет. Впоследствии Интернет получил широкое распространение, и в настоящее время в Таиланде около 8,6 миллионов человек пользуются Интернетом каждый день, а 24 миллиона человек (порядка трети населения страны) имеют регулярный доступ в Интернет.
Широкополосный доступ в Интернет имеется в крупных городах, включая Бангкок, Чиангмай, Паттайю, остров Пхукет, но ещё не доступен в небольших населенных пунктах и в сельской местности. Большинство пользователей Интернета в Таиланде использует коммутируемый доступ. Карты предоплаченного доступа в Интернет в Таиланде можно легко купить в магазинах. Абоненты компании True Corporation (обычная телефония) могут получить коммутируемый доступ в Интернет, набрав определенный номер, а затем оплатив его как обычный телефонный счет.
Для широкополосного доступа в Интернет в Таиланде используется главным образом технология ADSL. Некоторые районы охвачены кабельными модемами и SHDSL. Широкополосный доступ в Интернет, как правило, имеет пропускную способность от 2 Мбит/с до 50 Мбит/с (в крупнейших городах — до 100 Мбит/с). Средние и крупные компании в Таиланде используют выделенные линии или Ethernet Internet/MPLS, оптоволоконные кабели связывают офисы в деловых кварталах Сукхумвит, Силом и Саторн с магистральным Интернет-каналом. Университеты Таиланда имеют высокоскоростной доступ в Интернет, в том числе доступ к Трансъевразийской научно-исследовательской сети (TEIN2).
Первая 3G-сеть по технологии UMTS/HSDPA была запущена в Бангкоке и его окрестностях в декабре 2009 года со скоростью до 7,2 Мбит/ с на частоте 2100 МГц. В конце 2011 года TOT (Таиланд) запустила 3G на технологии HSPA +, охватив все районы Бангкока со скоростью до 42 Мбит/с. Одновременно с этим основные операторы мобильной связи в Таиланде начали предоставлять доступ 3G на частотах 850 МГц и 900 МГц с такой же скоростью соединения. 3G CDMA-сети со скоростью до 3,1 Мбит/с доступны в 51 провинции страны. Эти сети планировалось перевести на технологию HSPA + к середине 2012 года.
С внедрением безлимитной широкополосной связи в 2004 году в Таиланде начался быстрый рост числа пользователей широкополосного доступа. На 2008 год в стране насчитывалось 1 116 000 Интернет-хостов.

## Интернет-домены
- Домен верхнего уровня: th.
  - Домены второго уровня:
- .ac — для академических институтов
- .co — для коммерческих компаний
- .in — для частных лиц и остальных категорий пользователей (с 2002)
- .go — для правительственных организаций
- .mil — для военных организаций
- .or — для зарегистрированных некоммерческих организаций
- .net — для официально зарегистрированных интернет-провайдеров.